# Dassault Mirage IIIV
El Dassault Mirage IIIV (pronunciado «tres-ve») (Mirage: en francés: espejismo), fue un prototipo de avión de combate de la familia Mirage, de despegue y aterrizaje vertical (VTOL) desarrollado a partir del Dassault Mirage III. A diferencia de este, el modelo IIIV tenía incorporado ocho pequeños turborreactores en la línea central del fuselaje, además del motor principal. Este diseño surgió como respuesta a las especificaciones de un avión de combate VTOL a reacción emitidas por la OTAN a mediados de los años 1960.

## Diseño y desarrollo
En enero de 1962 fueron presentados cuatro diseños en la competencia de las especificaciones AC/169 para un caza supersónico VTOL del tercer requerimiento militar de la OTAN, estos eran el Fokker-Republic D.24, el BAC 584, el Hawker P.1154 y el Dassault Mirage IIIV. En mayo de ese mismo año, se llegó a la conclusión que el Hawker P.1154 era técnicamente superior frente a los otros diseños, pero cuando se consideró la financiación y las posibilidades de hacer un trabajo compartido, el Mirage IIIV mostró igual mérito. La OTAN no estaba en condiciones de financiar en el proyecto ganador, por lo tanto dejó la tarea de decidir a cada uno de los países miembros.
Dado que no se esperaba que los motores de elevación vertical Rolls-Royce RB162 que especificaba el Mirage IIIV estuvieran disponibles antes de 1963, la compañía Dassault Aviation decidió construir un primer prototipo provisional, modificando un Mirage III para realizar pruebas de funcionamiento VTOL, que fue denominado Dassault Balzac V. Se decidió equiparlo con ocho motores Rolls-Royce RB108 para generar la elevación vertical y un motor Bristol Orpheus BOR 3 con poscombustión como motor principal. El Balzac V comenzó sus pruebas el 12 de octubre de 1962 y alcanzó el vuelo estacionario solo seis días después. El cambio de vuelo vertical a vuelo horizontal se llevó a cabo en su decimoséptima salida el 18 de marzo de 1963. La aeronave tuvo dos accidentes que dejaron víctimas mortales, el primero en enero de 1964 y el segundo en septiembre de 1965; después de este último la aeronave no fue reparada para seguir con otros ensayos.

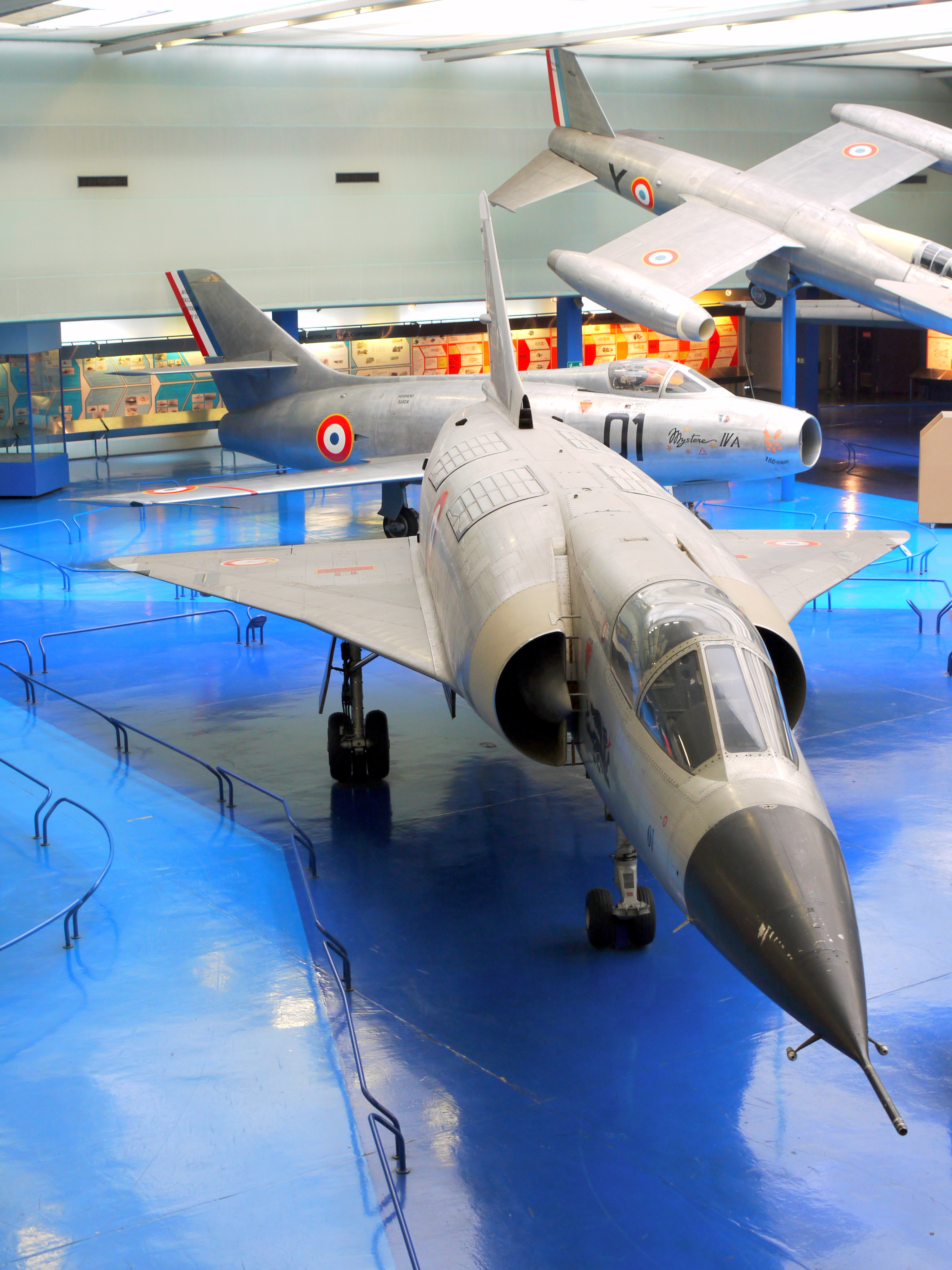
Mirage IIIV expuesto en el museo de Le Bourget, Francia.

El Balzac V llevó al Mirage IIIV, siendo este último dos veces más grande que el primero, y construyéndose dos ejemplares del mismo. El IIIV era muy similar al Mirage III, pero contaba con un fuselaje más largo y unas alas más grandes, y al igual que el Balzac V, estaba equipado con nueve motores, un SNECMA-Pratt & Whitney JTF10 turbofán como motor principal; designado TF104, este poseía un empuje de 61,8 kN. Además del TF104, el Mirage IIIV también incluía ocho motores Rolls-Royce RB162-1 para despegues verticales, cada uno con un empuje de 15,7 kN, montados a pares verticalmente en la línea central del fuselaje: Para la prueba del motor TF104 fue modificado un Mirage III, recibiendo la denominación Mirage IIIT, y compartiendo cierto parecido con el Mirage IIIC, a excepción de las modificaciones hechas para acomodar el motor. 
El primer ensayo de vuelo se realizó en febrero de 1965. El motor TF104 fue rápidamente reemplazado por una versión mejorada del TF106, este con un empuje de 74,5 kN, esto antes de que el primer prototipo realizara su primera transición en vuelo en septiembre de 1966, y más tarde este alcanzara la velocidad de Mach 1,32.
El segundo prototipo fue equipado con un motor TF306 con un empuje de 82,4 kN, y realizó su primer vuelo en junio de 1966. En septiembre de ese mismo año alcanzó la velocidad de Mach 2,04 a nivel de suelo; más tarde este ejemplar se perdería en un accidente ocurrido el 28 de noviembre de 1966. El Mirage IIIV nunca pudo realizar un vuelo en el que realizara un despegue de manera vertical y después alcanzara velocidades supersónicas.
La pérdida del segundo prototipo terminó condenando el programa, y de hecho eliminando cualquier perspectiva de un caza supersónico de despegue vertical durante décadas. El proyecto británico del Hawker P.1154 fue cancelado en 1965, al igual que los prototipos cuando su hermano subsónico, el Hawker Siddeley Kestrel, participó durante ensayos tripartitos entre Reino Unido, Estados Unidos y Alemania Occidental. Los franceses prefirieron el Mirage IIIV, y el apoyo internacional necesario para que el Hawker P.1154 fuera una realidad, nunca se materializó. Algunos trabajos en el Hawker P.1154 ayudaron en el desarrollo de los equipos necesarios para el despegue vertical del Hawker-Siddeley Kestrel, estos terminarían ayudando en la construcción del exitoso Hawker Siddeley Harrier.
El Mirage IIIV nunca fue una aeronave realista, sus ocho motores de despegue vertical hubieran sido una pesadilla durante los trabajos de mantenimiento, y por supuesto, su peso condenó la capacidad de carga de la aeronave. Tiempo después la electrónica de cabina del Mirage IIIV seria reutilizada en el Mirage IIIF, y más tarde en el Mirage F1.

## Especificaciones (Mirage IIIV)
Características generales
- Tripulación: 1
- Longitud: 16,30 m (53 pies con 6 pulgadas)
- Envergadura: 8,80 m (28 pies con 10 pulgadas)
- Peso en vacío: 6750 kg (14 880 libras)
- Planta motriz: 1 × SNECMA TF106 turboventilador de 74,5 kN de empuje, 8 × Rolls-Royce RB162-81 F 08 turborreactores de ascenso vertical de 15,7 kN de empuje cada uno.

Rendimiento
- Velocidad máxima: Mach 2.

### Desarrollos relacionados
- Dassault Balzac V
- Dassault Mirage III
- Dassault Mirage F1

### Aeronaves similares
- EWR VJ 101
- Rockwell XFV-12
- Hawker P.1154
- Hawker Siddeley Harrier
- Yakovlev Yak-38
- Yakovlev Yak-141